# Емануел Пти
Еманюéл Лора́н Пти́ (на френски: Emmanuel Laurent Petit, френско произношение: [ɛmanɥɛl pəˈti]) е бивш френски футболист и дългогодишен състезател на националния отбор по футбол на Франция, играл на поста полузащитник. Като футболист е носил екипите на Монако, Арсенал, Барселона и Челси. С националния отбор на „петлите“ е световен шампион от Мондиал 98, във финала на който отбелязва третото попадение срещу Бразилия.  Европейски шампион от Евро 2000. Участва още на Евро 92 и Мондиал 2002.

## Успехи
Монако
- Шампион на Франция (1): 1996–97
- Купа на Франция (1): 1990-91

 Арсенал
- Шампион на Англия (1): 1997–98
- ФА Къп (1): 1997–98
- Къмюнити Шийлд (2): 1998, 1999

 Франция
- Световен шампион (1): Мондиал 98
- Европейски шампион (1): Евро 2000

Индивидуални
- Орден на почетния легион – 1998 [3]